# Palatul Güell
Palatul Güell este un palat din Barcelona realizat de arhitectul catalan Antoni Gaudí pentru magnatul industrial catalan Eusebio de Güell.
Face parte din anul 1984 din patrimoniul mondial UNESCO.
Interesantă este poarta de fier cu un arc parabolic și modelul complicat al unor alge de mare din fier și a unei cravase.